# 韩城镇 (宜阳县)
韩城镇，是中华人民共和国河南省洛陽市宜阳县下辖的一个乡镇级行政单位。

## 行政区划
韩城镇下辖以下地区：
西关村、阁北村、仁厚村、南驿村、秦王村、福昌村、东关村、城角村、官西村、官东村、窑上村、王窑村、陡沟村、下连村、小马沟村、子房沟村、三道岭村、聂沟岭村、五岳沟村、桃村、于洼村、朱家沟村、苏河村、袁庄村和冯庄村。